# Łańcuch (miara długości)

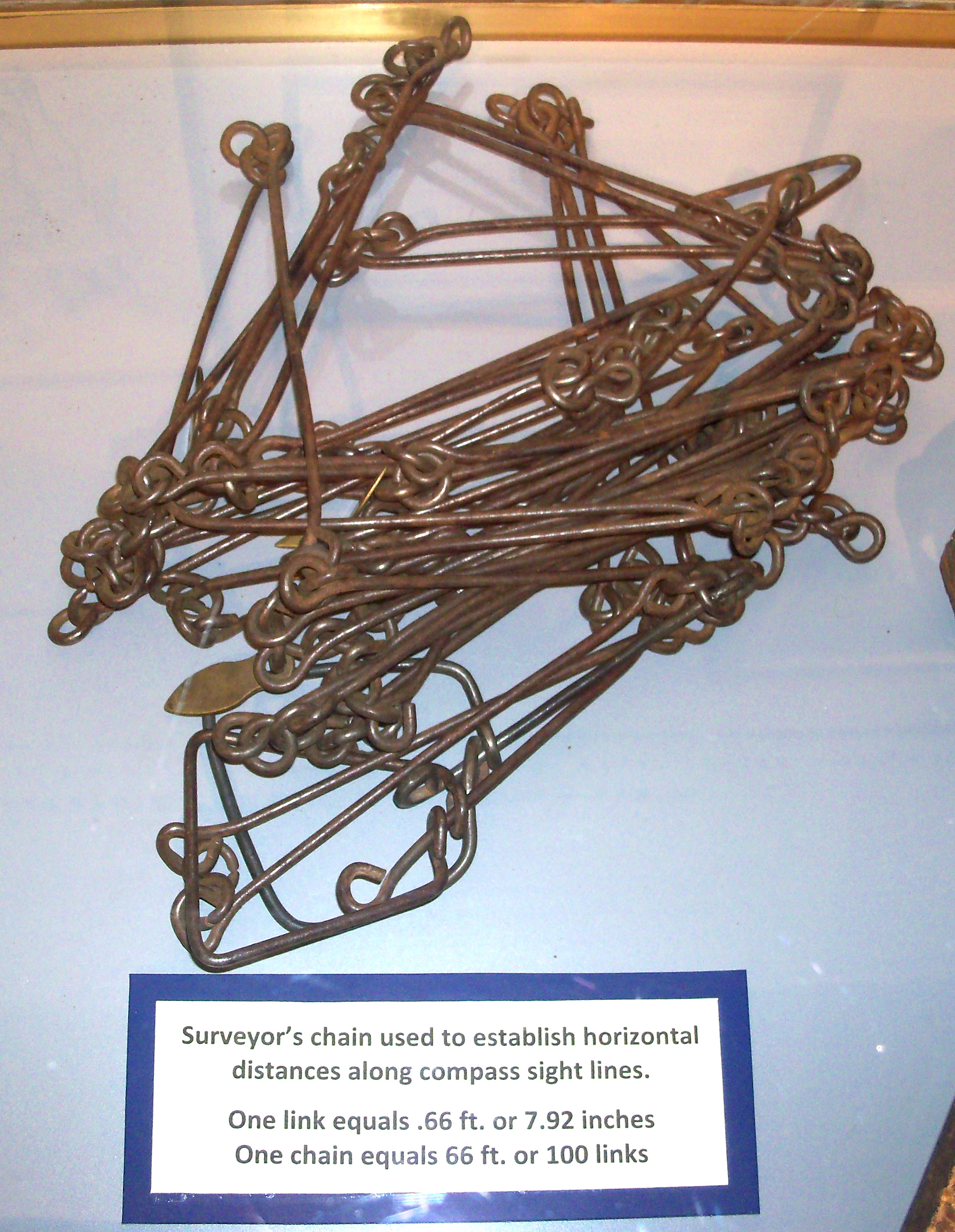
Łańcuch do pomiarów geodezyjnych w Campus Martius Museum w Marietcie w stanie Ohio w Stanach Zjednoczonych

Łańcuch (ang. chain, skrót ch.) – miara długości stosowana w geodezji i mechanice w Wielkiej Brytanii i Stanach Zjednoczonych, a także narzędzie w postaci łańcucha złożonego ze 100 ogniw do wykonywania pomiarów. 
- w geodezji (Gunter’s chain, surveyor's chain)

1 łańcuch = 66 stóp = 22 jardy = 20,1168 metrów
- w mechanice (engineer’s chain)

1 łańcuch = 100 stóp = 30,48 metrów
Jednostką pochodną powierzchni jest łańcuch kwadratowy, równy 0,1 akra, czyli 404,7 metrów kwadratowych.